# Prosopis chilensis
Prosopis chilensis là một loài thực vật có hoa trong họ Đậu. Loài này được (Molina) Stuntz miêu tả khoa học đầu tiên.

## Hình ảnh

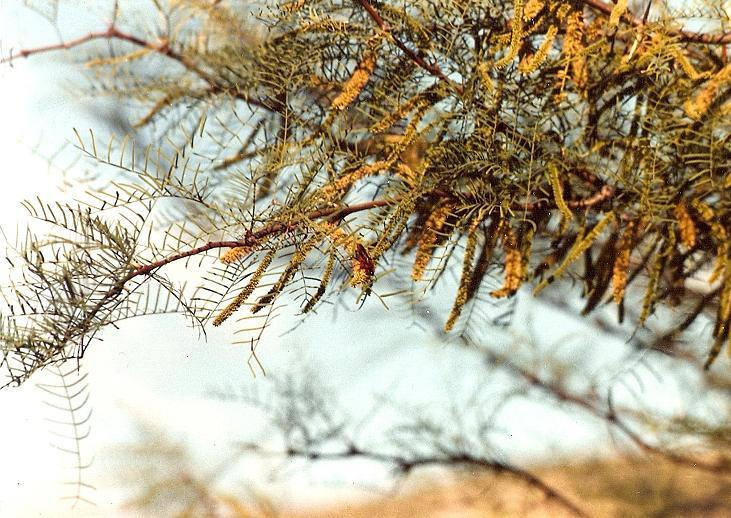
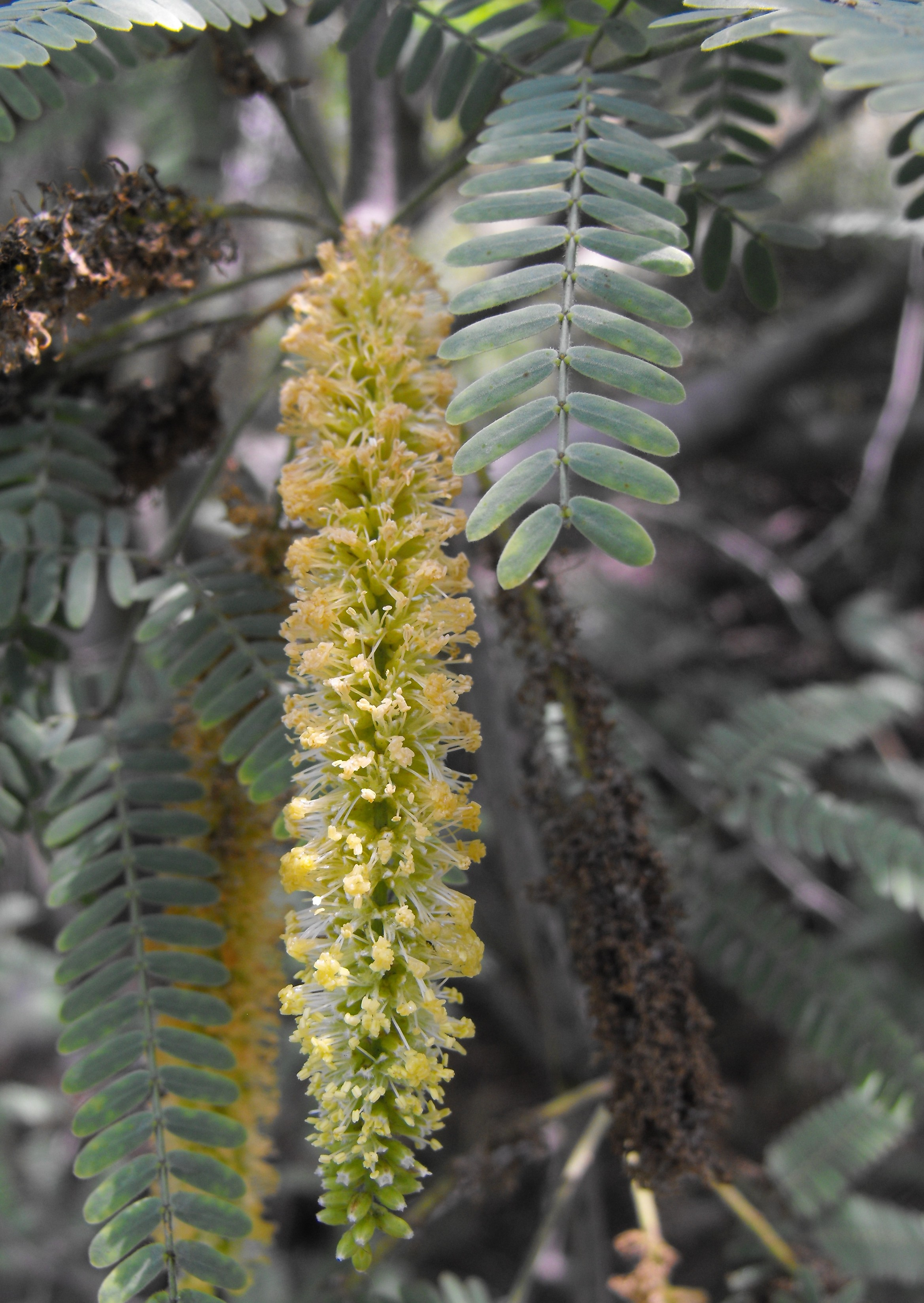
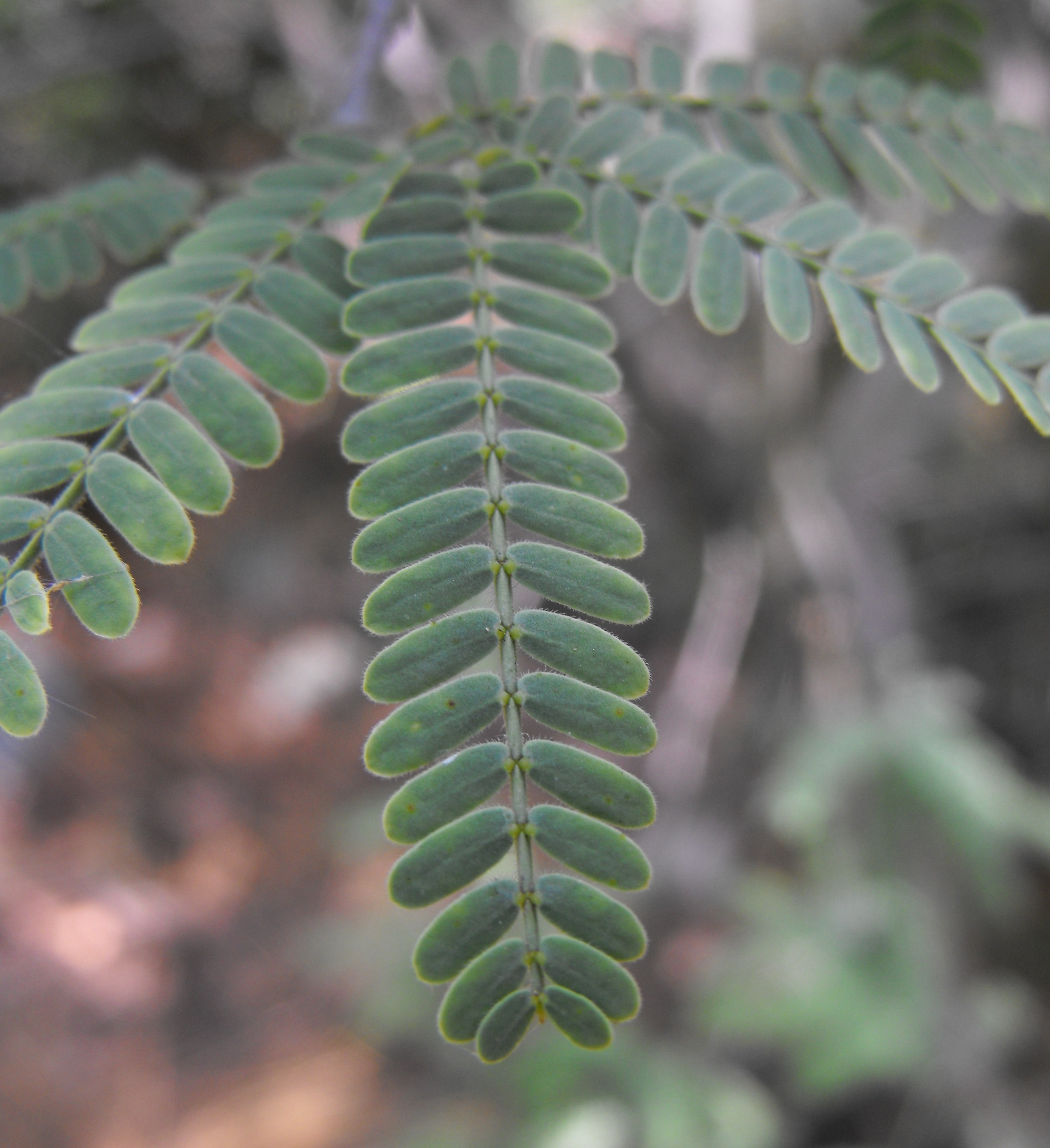